# Rajan Hoole
Rajan Hoole tên đầy đủ là Michael Richard Ratnarajan Hoole, là nhà hoạt động nhân quyền người Tamil Sri Lanka. Ông đã được trao Giải Martin Ennals năm 2007.

## Tiểu sử
Rajan Hoole là con trai trưởng của mục sư Richard Herbert Ratnathurai Hoole. Ông được đào tạo thành nhạc sĩ dương cầm cổ điển.

## Hoạt động
Hoole cùng với Ranjani Thiranagama là 2 người đồng sáng lập University Teachers for Human Rights (thuộc Đại học Jaffna). Ngay sau vụ ám sát Rajini Thiranagama năm 1989, Rajan Hoole cùng với Sritharan, một nhà hoạt động của University Teachers for Human Rights khác, đã chạy khỏi Jaffna. Kể từ đó, trong hơn một thập kỷ, Hoole hoạt động ở Colombo.
Trong cuốn sách của ông "Sự ngạo mạn của quyền lực - Huyền thoại, Sự suy đồi và Sự giết người" (The Arrogance of Power - Myth, Decadence and Murder), ông đã soạn một danh mục các vụ vi phạm nhân quyền của các chính trị gia người Sinhalese thuộc "Đảng Dân tộc hợp nhất" (United National Part) và "Đảng tự do Sri Lanka" (Sri Lanka Freedom Party) cũng như của tổ chức Những con Hổ giải phóng Tamil.
Khi không phải sống ở Sri Lanka, Hoole tiếp tục cung cấp tài liệu vi phạm nhân quyền của các thành phần vũ trang khác nhau ở Sri Lanka. Hiện nay, ít người biết nơi cư trú của ông và ông không tiết lộ địa điểm cư trú của mình để tránh bị trả thù.

## Giải thưởng
- Năm 2007, Hoole đã được trao Giải Martin Ennals chung với Kopalasingham Sritharan.

## Tác phẩm
1. The Broken Palmyrah (1989, Co author, Harvey Mudd College California)
2. Sri Lanka: The Arrogance of power; Myth, Decadence and murder (2000, UTHR, Colombo)